# Kanton Grebenstein
Der Kanton Grebenstein war eine Verwaltungseinheit im Distrikt Kassel des Departements der Fulda im napoleonischen Königreich Westphalen. Hauptort des Kantons und Sitz des Friedensgerichts war die Stadt Grebenstein im heutigen Landkreis Kassel. Der Kanton umfasste 11 Dörfer und Weiler und eine Stadt, hatte 6.093 Einwohner und eine Fläche von 1,85 Quadratmeilen.
Zum Kanton gehörten die Kommunen:

- Grebenstein, mit Friedrichsthal
- Burguffeln, mit Frankenhausen
- Calden
- Hohenkirchen
- Immenhausen
- Knickhagen und Gut Waitzrodt
- Mariendorf
- Rothwesten, mit dem Gut Winterbüren
- Schachten
- Udenhausen
- Wilhelmsthal